# Thibault Verny
Pour les articles homonymes, voir Verny.
Thibault Verny, né le 7 novembre 1965 à Paris, est un prélat catholique français. Il est archevêque de Chambéry, évêque de Maurienne et de Tarentaise depuis le 11 mai 2023.
Le pape Léon XIV le nomme président de la Commission pontificale pour la protection des mineurs le 5 juillet 2025.

## Biographie
Il est originaire d'une famille du Puy-de-Dôme. Diplômé Ingénieur de l'École supérieure de physique et de chimie industrielles de la ville de Paris (ESPCI Paris) en 1990 (105e promotion), il entre au séminaire de Paris avant de rejoindre le séminaire français de Rome. Il obtient une licence en théologie dogmatique à l'université pontificale grégorienne. Il est ordonné prêtre pour le diocèse de Paris le 27 juin 1998
,.
Après l'obtention de sa licence, il est nommé vicaire de la paroisse Saint-Honoré-d'Eylau, dans le 16e arrondissement de Paris, charge à laquelle s'ajoute celle d'aumônier du lycée Janson-de-Sailly et du collège Eugène-Delacroix.
En 2005, il est nommé curé de l'église Notre-Dame-de-Lorette, dans le 9e arrondissement de Paris. Il devient doyen du doyenné Magenta-La Fayette en 2007 et adjoint au service diocésain des vocations en 2014. Le 9 mai 2016, le cardinal André Vingt-Trois le nomme vicaire général.

### Évêque
Quelques semaines plus tard, le 25 juin suivant, le pape François le nomme évêque auxiliaire de Paris en même temps que Denis Jachiet. Il lui assigne le siège titulaire de Lamzella (de). Leur ordination épiscopale a lieu le 9 septembre suivant.
Il est responsable en France des dossiers de violences sexuelles commise dans l’Église, avec la mise de la place de la CIASE (Commission indépendante sur les abus sexuels dans l’église). En 2021, il annonce la création d'un centre d'accueil pour les hommes d'église ayant commis des violences sexuelles.
Le 11 mai 2023, il est nommé  archevêque de Chambéry, évêque de Maurienne et de Tarentaise, par le pape François. La messe d’installation a lieu à Chambéry en la cathédrale Saint-François-de-Sales le 27 août 2023. Elle est célébrée par Olivier de Germay, archevêque métropolitain de Lyon, en présence de Celestino Migliore, nonce apostolique en France. Puis il est installé comme évêque de Maurienne le 2 septembre en la cathédrale Saint-Jean-Baptiste de Saint-Jean-de-Maurienne et comme évêque de Tarentaise le 9 septembre en la cathédrale Saint-Pierre de Moûtiers.
Le 5 juillet 2025, le pape Léon XIV le nomme président de la Commission pontificale pour la protection des mineurs, il était membre de cette commision depuis 2022 et succède au cardinal américain Seán O'Malley.

## Armoiries
À l'occasion de son ordination épiscopale, Thibault Verny avait adopté les armoiries suivantes : « d'azur à la jumelle ondée d'argent en bande, accompagnée en chef d'une étoile de quatre rais et en pointe d'une ancre du même ».
Ces armoiries ont été modifiées lors de son installation comme archevêque de Chambéry en 2023 : « écartelé, aux 1 et 4 d'azur à la jumelle ondée en bande d'argent, aux 2 et 3 d'argent ; à la croix pattée alésée arrondie et haussée d'or, ajourée d'une étoile à quatre rais d'azur, brochant sur le tout.»[réf. nécessaire].